# 零重力 (歌曲)
零重力是澳大利亞女歌手凱特·米勒-海德的歌曲。由米勒-海德、基尔·努塔尔和朱利安·汉密尔顿共同創作，於2019年1月25日透過澳大利亞環球音樂發行單曲。歌曲代表澳大利亚參與2019年在以色列特拉維夫舉辦的2019年歐洲歌唱大賽，米勒-海德最終以284分獲得比賽第9名。

## 製作與發行
零重力由凱特·米勒-海德、基尔·努塔尔和朱利安·汉密尔顿共同創作，歌曲時長2分57秒，拍號為4/4拍，以降G大調創作，每分鐘132拍，米勒-海德的音域範圍介於Db4和Db6之間。曲風上，歌曲被歸類於歌劇流行音樂，英國《赫芬顿邮报》形容歌曲為融合和希雅風格的90年代舞曲，英國《衛報》記者海蒂·斯蒂芬斯（Heidi Stephens）則稱歌曲為流行歌劇電子音樂。
歌詞主要闡述米勒-海德的鬥爭，以及康復時的失重感。這是她在2016年生下兒子厄尼後寫得第1首歌，在與英国广播公司採訪中，她提到：「18個月，整整18個月我失去聲音。疲憊感壟罩著我，仿佛自己不是自己」。米勒-海德用零重力慶祝自我的回歸和隨之而來的勃發創造力，希望能用自身經歷使人不再孤獨。英國《赫芬顿邮报》的維多利亞·理查茲（Victoria Richards）表示根據研究，唱歌能幫助母親更快地從產後憂鬱症中恢復過來，雖然米勒-海德並非首位使用創作傳遞失落或悲傷的藝術家，但在（我在痛中，感覺深陷其中，如此沉重，我必須讓你走），她代表所有有著相同經驗的人。零重力於2019年1月25日透過澳大利亞環球音樂發行。同年5月14日，收錄多首混音版的EP正式發布。

## 歐洲歌唱大賽

### 國內選拔
澳大利亞宣佈國民將首次擁有選擇國家代表的機會，全國選拔比賽《歐洲歌唱大賽－澳大利亞的選擇》（Eurovision – Australia Decides）由特别广播服务公司（SBS）和共同舉辦，2018年10月14日開放提交作品，隔年2月9日舉行決賽，冠軍將由陪審團（50%）和公眾投票（50%）選出。米勒-海德以公眾投票87分、陪審團得分48分，合計135分獲得國內冠軍，成為2019年歐洲歌唱大賽澳洲代表。米勒-海德接受採訪時表示她一直都知道歐洲歌唱大賽，但澳洲參賽後變得更加投入，她表示：「我喜歡它的原因有點瘋狂，比賽涵蓋所有不同流派、不同水平的音樂和表演，尤其是作為一個對跨越流派感興趣的藝術家，它的戲劇程度令人著迷。」。

### 比賽表現

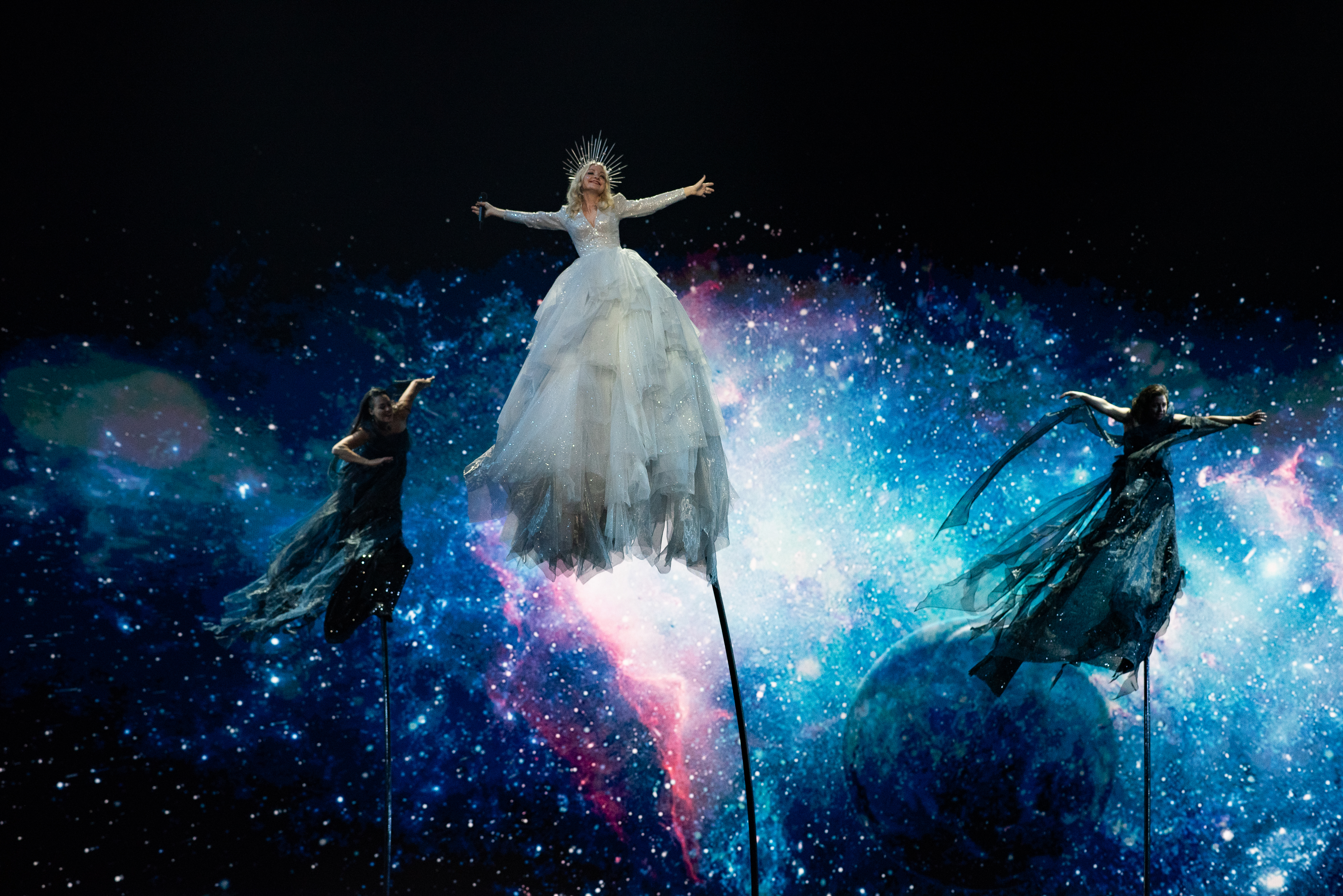
凱特·米勒-海德在2019年欧洲歌唱大赛

國內選拔的演出受到不少批評，許多評論認為不管是曲風還是演出，都和去年葉琳娜·內哈耶娃的La forza類似。團隊修改表演內容，在特拉維夫的比賽場上，頭戴佈滿尖刺的皇冠的米勒-海德穿著一襲閃閃發光的巨大銀色連衣裙，兩名舞者則穿著深色衣服。三位站在16英呎長的桿子上，配合後面銀幕營造出太空的氛圍，彷彿身在「零重力」。史蒂文·哈利勒擔任本次服裝設計，他先前曾參與設計2016年澳洲選手林多玫的服裝。
米勒-海德的服裝和演出獲得廣泛好評。評論它好似幽靈一般，神秘且華麗，代表了澳洲的時尚冒險精神，英國《衛報》記者海蒂·斯蒂芬斯認為這次演出後無疑是提高了今後的比賽演出標準。它被列入英國《赫芬顿邮报》「2019年歐洲歌唱大賽最荒谬的17个瞬间」清單中，評論表示演出實在是太震撼了。World Fashion Channel和Society19評價它為全場最佳造型，前者評價整體演出令人印象深刻，米勒-海德無疑是今年觀眾的最愛；後者則稱其繼承了比賽傳統，米勒-海德站在被仙女裙覆蓋的恨天高蹺上，表演出彩也讓人緊張。英國《每日电讯报》和將其列為「最難忘的比賽造型之一」。
經過「半決賽分配抽籤」，零重力被安排在5月14日舉行的第一場半決賽（Semi-final 1）。根據節目製作人的安排，米勒-海德是第12位上場選手。最終，米勒-海德以261分的成績獲得第一場半決賽冠軍，成功進入決賽。最終零重力以285獲得2019年歐洲歌唱大賽第9名，但由於白俄羅斯的失誤，導致比賽計分出現問題。經過重新計算的賽普勒斯分數為284分，名次維持不變。

## 專業評價
大多評論認為零重力的執行能力無法承擔它驚人的創意。英國《赫芬顿邮报》稱今年澳大利亞表現優異認真，不像先前派出的安全牌，零重力與眾不同、富有創意，雖然不合評論胃口但終於讓比賽不只是抒情歌曲。Wiwibloggs根據內部評審團評價給予歌曲6.09/10分，評審團很喜歡歌曲概念，它巧妙地將凱特·米勒-海德當時對產後憂鬱症的痛苦融入歌曲編排中，帶給觀眾脆弱和絕望的同時又讓人感到強大和感動，可惜整體製作過於隨便，那怕米勒-海德的歌聲再好也無法掩飾空洞且刺耳的後半段。《德国之声》將它列入本屆十爛歌曲，認為米勒-海德沒能發揮應有的水準，且歌曲本身「可怕又冗長」。德國《明鏡》也給予歌曲負評，並形容為「星空灑落的冰雪女王和音樂慘敗的流行女王」。
凱特·米勒-海德憑藉歌曲獲頒馬塞爾·貝桑松獎「歌手獎」，並提名2020年澳大利亞表演協會獎「年度歌曲」。

## 榜單表現
| 排行榜（2019年）                     | 排名 |
| ------------------------------------ | ---- |
| 澳大利亚（澳大利亞唱片業協會單曲榜） | 95   |
| 立陶宛（AGATA）                      | 21   |
| 蘇格蘭（官方榜單公司單曲榜）         | 62   |
| 瑞典（瑞典每周热歌榜）               | 2    |
| 英國（官方榜单公司下載榜）           | 57   |